# Stanislav Volák
Stanislav Volák (* 30. září 1947, Domažlice) je český psycholog a bývalý politik, v 90. letech 20. století poslanec České národní rady a Poslanecké sněmovny za Občanské fórum, ODS a Unii svobody, v letech 1997–1998 český ministr práce a sociálních věcí.

## Biografie
V letech 1962 - 1966 studoval na Střední průmyslové škole elektrotechnické v Plzni (obor Konstrukce silnoproudých strojů a zařízení). Následně vystudoval Filozofickou fakultu Univerzity Karlovy, obor pedagogická psychologie. Také získal doktorát z filozofie. Působil jako psycholog v Domažlicích. I po nástupu do politiky po roce 1990 pracoval coby vedoucí psycholog domažlické rodinné poradny a vyučoval na dvou středních školách.
V únoru 1990 se stal poslancem České národní rady v rámci procesu kooptací do ČNR. Mandát pak krátce poté obhájil v řádných volbách v roce 1990 za Občanské fórum. Ve volbách v roce 1992 byl do České národní rady zvolen za ODS (volební obvod Západočeský kraj).
Od vzniku samostatné České republiky v lednu 1993 byla ČNR transformována na Poslaneckou sněmovnu Parlamentu České republiky. Zde mandát obhájil ve volbách v roce 1996 a volbách v roce 1998. V letech 1992–1997 byl členem výboru pro vědu, vzdělání, kulturu, mládež a tělovýchovu (v období let 1996–1997 byl jeho místopředsedou). V letech 1992–1998 zastával funkci místopředsedy poslaneckého klubu ODS. V lednu 1998 poslanecký klub ODS opustil a přestoupil do nově ustavené Unie svobody. Ve volebním období 1998–2002 byl členem a místopředsedou výboru pro sociální politiku a zdravotnictví.
V letech 1997 až 1998 byl ministrem práce a sociálních věcí v druhé vládě Václava Klause, do níž nastoupil až v samotném závěru její existence v listopadu 1997 poté, co portfolio opustil Jindřich Vodička. Ministerský post si uchoval i v následující vládě Josefa Tošovského, přičemž přijal místo v této vládě i přes nesouhlas vedení strany s účastí občanských demokratů v tomto kabinetu. Tyto události pak vyvrcholily rozkolem a vznikem Unie svobody.
V sněmovních volbách roku 2002 byl lídrem společné kandidátky takzvané Koalice (aliance US-DEU a KDU-ČSL), ale kvůli preferenčním hlasům přidělovaným masivně ve prospěch lidoveckých kandidátům se do sněmovny nedostal. Na podzim 2002 pak odešel z postu předsedy organizace US-DEU v Plzeňském kraji.
Po skončení poslanecké kariéry působí Stanislav Volák jako psycholog a vedoucí Rodinné poradny v Domažlicích. Je ženatý, má syna Davida a dceru Danielu.
V roce 2004 se uváděl jako člen expertního týmu pro přípravu důchodové reformy. V senátních volbách roku 2006 kandidoval za senátní obvod č. 11 - Domažlice jako kandidát US-DEU. Získal ale jen 4 % hlasů a nepostoupil do 2. kola. Po sněmovních volbách roku 2010 se uvádí mezi poradci nastupujícího premiéra Petra Nečase.